# Le Recoux
Le Recoux è stato un comune francese di 129 abitanti situato nel dipartimento della Lozère nella regione dell'Occitania. Il 1º gennaio 2017 si è fuso con Saint-Georges-de-Lévéjac, Le Massegros, Saint-Rome-de-Dolan e Les Vignes per formare il nuovo comune di Massegros Causses Gorges.

## Storia

### Simboli
Lo stemma è stato adottato nel settembre del 2001.

## Società

### Evoluzione demografica
Abitanti censiti